# Opel Astra K
Opel Astra K — пятое поколение автомобиля Opel Astra. Автомобиль был представлен в сентябре 2015 года. Продажи стартовали в июле 2016 года. В Китае продаётся как Buick Verano, в Великобритании как Vauxhall Astra, а в Австралии и Новой Зеландии как Holden Astra.

## История
1 июня 2015 года Opel опубликовала фотографии нового Opel Astra.
Astra была представлена в сентябре 2015 года во Франкфурте. В октябре 2015 года был представлен универсал Sports Tourer. Неизвестно, будет ли 3-дверная версия GTC, как в двух предыдущих поколениях. Opel утверждает, что Astra K стала меньше снаружи, но больше внутри.
В отличие от Astra J автомобиль имеет новый дизайн, большее разнообразие двигателей и новые фары Matrix.

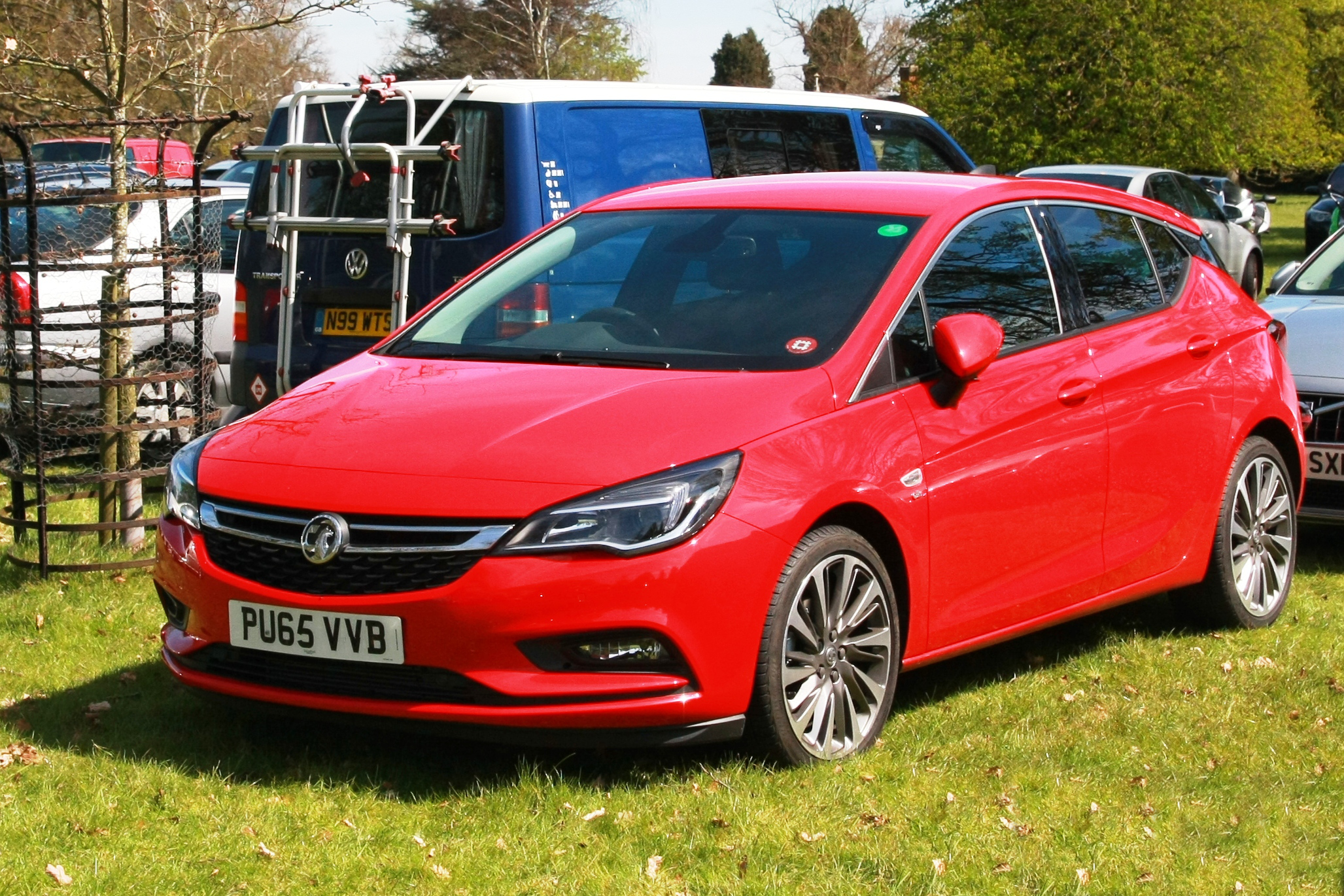
Vauxhall Astra Mk 7
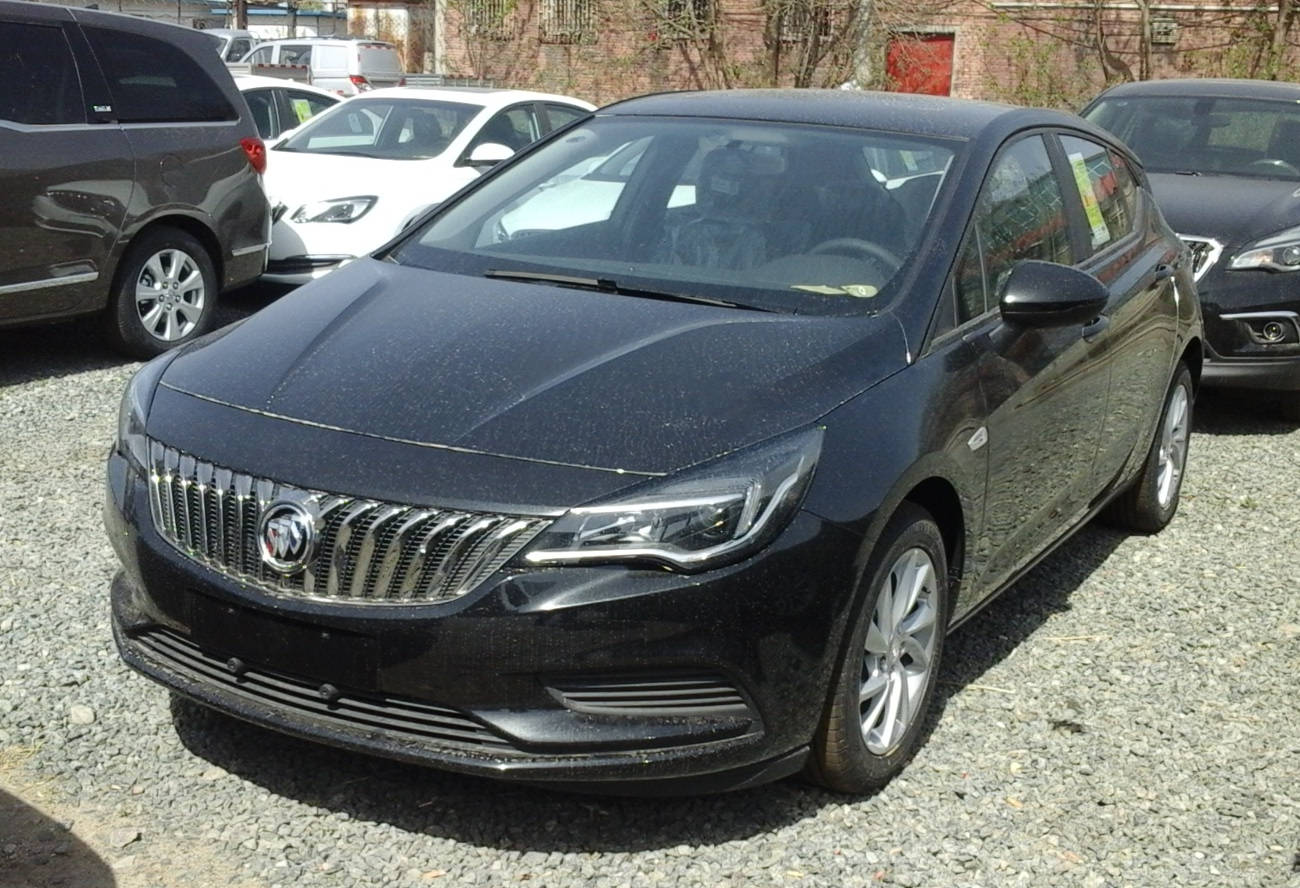
Buick Verano II
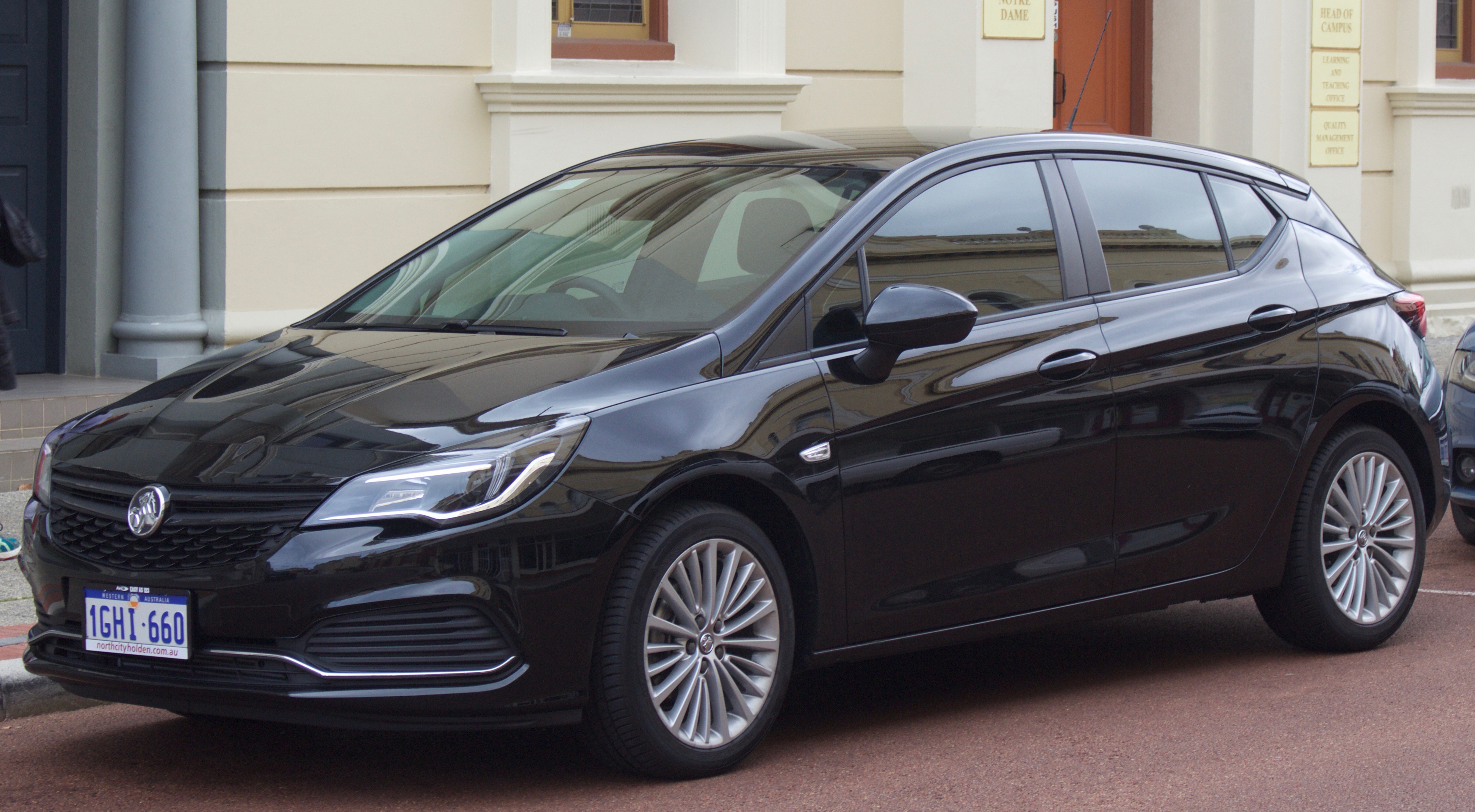
Holden Astra

## Технические характеристики

### Дизельные двигатели
1.6 CDTI 95 л.с. B16DTC
1.6 CDTI 110 л.с. B16DTE / D16DTI
1.6 CDTI 136 л.с. B16DTH / D16DTH
1.6 CDTI 160 л.с. B16DTR/ D16DTR
Дизель 1.6 CDTI – самый популярный и наиболее распространенный силовой агрегат Opel Astra K. 
Двигатель имеет алюминиевый блок цилиндров, поддон и ГБЦ. Битурбированный вариант двигателя (160 л.с.) – наиболее мощный. Привод ГРМ – одноцепной, установлен со стороны маховика. 

В 2019 году Astra K прошла рестайлинг и обзавелась новым полуторалитровым турбодизелем  на 105 л.с. и 122 л.с.
1.5 Diesel105 л.с. (F15DVC)
1.5 Diesel 122 л.с. (F15DVH)
Этот двигатель – рядная "тройка" с балансиром, блоком цилиндров из легкого сплава, пластиковыми крышкой клапанов и поддоном. 
Привод ГРМ традиционно цепной, но установлен спереди со стороны шкива.

### Бензиновые двигатели
Базовым двигателем был 3-цилиндровый 1-литровыйтурбомотор. 
1.0 Ecotec 90 л.с. D10XFL
1.0 Ecotec 105 л.с. B10XFL
1.0 Ecotec 105 л.с. D10XFL

Также предлагались 1,4 л. двигатели, в том числе атмосферный вариант и версия, укомплектованная системой для работы на сжатом газе.
1.4 101 л.с. B14XE
1.4 CNG 110 л.с. B14XNT
1.4 Ecotec 125 л.с. B14XFL / D14XFL
1.4 Ecotec 150 л.с. B14XFT / D14XFT
Выпущено очень немного 1,6-литровых турбомоторов, которые производились еще с 2010 года. 

Следствием рестайлинга в 2019 году стало то, что Opel Astra K окончательно стал 3-цилиндровым. Новый турбодвигатель 1.2 л., как и полуторалитровый дизель, тоже имеет 3 цилиндра.
1.2 Turbo 110 л.с.F12SHL
1.2 Turbo 130 л.с. F12SHT
1.2 Turbo 145 л.с. F12SHR

### МКПП
В тандеме с 1-литровым движком на этом авто работает старая "пятиступка" МКПП F17. 
Шестиступенчатые коробки передач M22 или М32 устанавливаются с моторами от 1,2 до 1,6 л. 

### АКПП
6T45 6-ст. АКПП
Автомобили с двигателями 1,4 и 1,6 л. вплоть до рестайлинга выпускались с 6-ступенчатой гидротрансформаторной АКПП 6T45. Такие АКПП производятся с 2008 года.  
9T45 9-ст. АКПП
После рестайлинга трансмиссией при новом 3-цилиндровом турбодизеле стала девятиступенчатая АКПП 9T45. За основу была взята "шестиступка" предыдущего поколения. 

### Вариатор
VT40 / CVT-250
С конца лета 2019 года с двигателем 1.4 Turbo 145 л.с. стали устанавливать вариатор, разработанный компанией GM. 

### Подвеска
Передняя подвеска — независимая со стойками МакФерсон, задняя — полунезависимая балка с механизмом Уатта.

## Безопасность
| Euro NCAP                                                            | Euro NCAP | Euro NCAP | Euro NCAP             |
| -------------------------------------------------------------------- | --------- | --------- | --------------------- |
| · общий рейтинг                                                      |           |           |                       |
| 86%                                                                  | 84%       | 83%       | 75%                   |
| взрослый пассажир                                                    | ребёнок   | пешеход   | активная безопасность |
| Протестированная модель: Opel/Vauxhall Astra 1.4 'Enjoy', LHD (2015) |           |           |                       |